# Templo do Bom Jesus

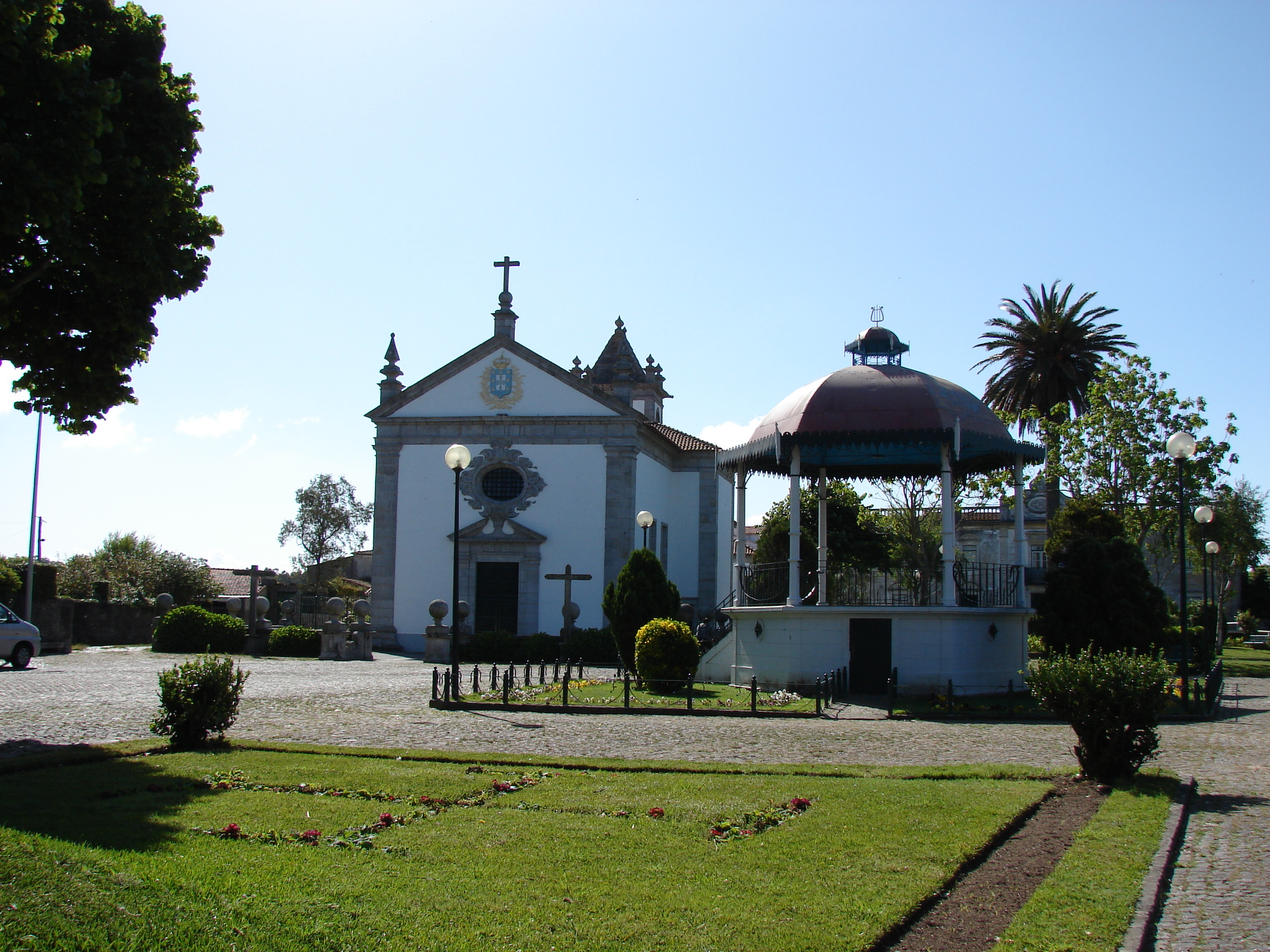
Templo do Bom Jesus

## Localização
O Templo do Bom Jesus de Fão, situa-se num largo adjacente à estrada nacional nº 13, em Fão, Esposende. 
A delimitar o adro, com três entradas, têm um muro baixo de grossas paredes com pilastras a rematar em volumosas esferas de pedra.

## Descrição
Construção de cariz renascentista, data dos inícios do século XVIII. Tem a fachada principal voltada a Norte e uma torre provida de gárgulas e coroada de pináculos, adossada do lado sul. A porta principal está coroada com frontão quebrado, sobre o qual está uma bem proporcionada rosácea elipsoidal emoldurada por motivos florais. A fachada culmina em frontão onde estão inseridas as armas reais pintadas a bege, azul claro e branco. Rematam o conjunto dois pináculos laterais e uma cruz central. 
Foi seu protector, por exemplo, El- rei D. Luís.
Interiormente tem disposição em forma de cruz latina com as abóbadas em pedra e as paredes forradas a azulejo. No altar-mor venera-se a imagem do Senhor dos Passos, mais conhecido localmente por Senhor de Fão.